# Filippowka (rejon kungurski)
Filippowka (ros. Филипповка) – wieś (ros. село, trb. sieło) w Rosji, w Kraju Permskim, w rejonie kungurskim, nad rzeką Syłwą. Liczy ok. 2 tysięcy mieszkańców.

## Historia
Osiedle zostało po raz pierwszy wspomniane w pisanych źródłach w 1668 roku. Pierwotnie nosiło nazwę Bannaja. Wsią zostało w 1680 roku, kiedy wybudowano tu drewnianą cerkiew pod wezwaniem świętego Filipa, metropolity moskiewskiego i wtedy też wieś otrzymała nową nazwę - Filippowskoje, zgodną z nazwą cerkwi.
W 1924 roku we wsi założono wapienniczy artel, zajmujący się przetwórstwem miejscowych złóż wapienia. Później (do 1963 roku) działał zakład wapienniczy. W 1969 roku utworzono zakład materiałów budowlanych.
Od 1929 roku funkcjonował artel rolniczy „Bolszewik”. Brygadzista tego kołchozu Andriej Krinicyn (1897-1967) i przewodniczący Fiodor Podosienow za wybitne osiągnięcia w pracy otrzymali 19 marca 1948 roku tytuł Bohatera Pracy Socjalistycznej.
Filippowka była centrum wołosti filippowskiej w ujeździe kungurskim, a potem filippowskiego sielsowietu (do stycznia 2006 roku).

## Przemysł
W Filippowce znajduje się kamieniołom „Filippowskij karjer” i Państwowe Przedsiębiorstwo Unitarne: GUP sowchoz „Syłwienskij” permskiego oddziału Kolei Swierdłowskich.

## Warto zobaczyć
- W Filippowce znajduje się dwustuletnia cerkiew świętego Filipa, metropolity moskiewskiego wraz z sąsiadującym z nią cmentarzem. Cerkiew zbudowano w 1772 roku. Zamknięto ją w 1936 roku. Za czasów radzieckich działał w niej Dom Kultury. Podczas świąt msze odbywają się w małej kaplicy.
- Oprócz tego znajduje się tutaj słynna Kungurska Jaskinia Lodowa.
- Wychodnia filippowska - geologiczny pomnik przyrody o znaczeniu lokalnym (powierzchnia 0,2 ha, położony w centrum wsi), wychodnia dolomitów i wapieni (wzięta pod ochronę 12.12.1991)[3].

## Turystyka
U podnóża jaskini znajduje się centrum turystyczne „Stałagmit”. Zimą na stoku koło jaskini działa trasa zjazdowa.
W górze rzeki Syłwy za Filippowką położony jest rezerwat przyrody „Prieduralje”, nadzorowany przez naukowców z Uniwersytetu Permskiego. Kilka kilometrów od Filippowki, na terenie rezerwatu, znajduje się, przyciągający wielu turystów i alpinistów, skalny masyw Jermak-Kamień.

## Interesujące fakty
- W Filippowce jest 9 ulic: Drużby, Kolcewaja, Łukina, Mołodiożnaja, Polewaja, Sołniecznaja, Truda i Chudożestwiennyj pierieułok, ale duża część domów nie ma nazwy ulicy w adresie. Adresy domów od pierwszego do trzysetnego wyglądają następująco: s. (sieło - wieś) Filippowka, d.(dom) 1 (2, 3 itd. do 300).
- Most w Filippowce zbudowany w 1986 roku dzieli wieś na dwie części: starą Filippowkę i nową Filippowkę